# 44195 Michaelcordova
44195 Michaelcordova este o planetă minoră (asteroid) din centura de asteroizi. A fost descoperită pe 19 iunie 1998 la Stația Anderson Mesa de Lowell Observatory Near-Earth-Object Search. 
Obiectul prezintă o orbită caracterizată de o semiaxă mare de 2,5454467589755 UAi, o excentricitate de 0,25549565909136, o înclinație de 9,0770127854976 ° în raport cu ecliptica.